# Raphidiidae
Famille
Les Raphidiidae sont une famille d'insectes ailés au long cou.

## Liste des genres
Selon ITIS (3 juin 2014) :
- genre Agulla Navás, 1914
- genre Alena Navás, 1916

Selon BioLib (3 juin 2014) :
- Africoraphidia Aspöck & Aspöck, 1969
- Agulla Navás, 1914
- Alena Navàs, 1916
- Atlantoraphidia H. Aspöck & U. Aspöck, 1968
- Calabroraphidia Rausch, Aspoeck & Aspoeck, 2004
- Dichrostigma Navás, 1909
- Harraphidia Steinmann, 1963
- Hispanoraphidia H. Aspöck & U. Aspöck, 1968
- Iranoraphidia H. Aspöck & U. Aspöck, 1975
- Italoraphidia H. Aspöck & U. Aspöck, 1968
- Mauroraphidia H. Aspöck, U. Aspöck & Rausch, 1983
- Mongoloraphidia Aspöck & Aspöck, 1968
- Ohmella H. Aspöck & U. Aspöck, 1968
- Ornatoraphidia H. Aspöck & U. Aspöck, 1968
- Parvoraphidia H. Aspöck & U. Aspöck, 1968
- Phaeostigma Navás, 1909
- Puncha Navás, 1915
- Raphidia Linnaeus, 1758
- Raphidilla Navás, 1915
- Subilla Navás, 1916
- Tadshikoraphidia H. Aspöck & U. Aspöck, 1968
- Tjederiraphidia H. Aspöck, U. Aspöck & Rausch, 1985
- Turcoraphidia H. Aspöck & U. Aspöck, 1968
- Ulrike H. Aspöck & U. Aspöck, 1968
- Venustoraphidia H. Aspöck & U. Aspöck, 1968
- Xanthostigma Navás, 1909